# ONE (N-Gage)
ONE — трёхмерная видеоигра в жанре файтинг для игрового смартфона N-Gage. Позволяет драться в различных местах планеты с компьютерными или живыми игроками (по Bluetooth). На полученные очки можно закупать одежду и татуировки. Поддерживает таблицу рекордов на N-Gage Arena, отсортированную по географическому положению игрока.
Игра продаётся в коробочках, но доступна для скачивания с Nokia Software Market.